# Diócesis de Querétaro
La diócesis de Querétaro (en latín: Dioecesis Queretarensis) es una circunscripción eclesiástica de la Iglesia católica en México. Se trata de una diócesis latina, sufragánea de la arquidiócesis de León. Desde el 12 de septiembre de 2020 su obispo es Fidencio López Plaza. La principal celestial patrona es Nuestra Señora de los Dolores de Soriano desde 1969 reconocida por la Santa Sede.

## Territorio y organización
La diócesis tiene 15 326 km² y extiende su jurisdicción sobre los fieles católicos de rito latino residentes en el estado de Querétaro y en los municipios del estado de Guanajuato de: Atarjea, Doctor Mora, San José Iturbide, Santa Catarina, Tierra Blanca, Victoria y Xichú.
La sede de la diócesis se encuentra en la ciudad de Santiago de Querétaro, en donde se halla la Catedral de San Felipe Neri. En Colón se halla la basílica del Santuario de Nuestra Señora de los Dolores. En el territorio diocesano si encuentran además las Misiones franciscanas de la Sierra Gorda de Querétaro declaradas Patrimonio de la Humanidad por la UNESCO en 2003.
En 2020 en la diócesis existían 117 parroquias agrupadas en 12 decanatos: Santiago  (8 parroquias), Santa Ana (8 parroquias), Santo Niño de la Salud (12 parroquias), Señora del Pueblito (8 parroquias), Santa Rosa de Lima (7 parroquias), San Miguel Arcángel (9 parroquias), San Pedro Apóstol (9 parroquias), Santa María (5 parroquias), San Juan Bautista (13 parroquias), Nuestra Señora de Soriano (14 parroquias), Nuestra Señora de los Remedios (11 parroquias) y San Junípero Serra (11 parroquias).

## Historia
La diócesis fue erigida el 26 de enero de 1863 con la bula Deo optimo maximo del papa Pío IX, obteniendo el territorio de la arquidiócesis de México. Originalmente, la nueva diócesis era sufragánea de la entonces arquidiócesis de Michoacán).
El 1 de marzo de 1921, con el decreto Erecta per Apostolicas de la Congregación Consistorial, la catedral fue trasladada de la iglesia de Santiago Apóstol, ya insuficiente para recibir fieles, a la de San Felipe Neri.
El 5 de noviembre de 1988 pasó a ser sufragánea de la arquidiócesis de San Luis Potosí y permaneció así hasta el 25 de noviembre de 2006, cuando pasó a formar parte de la provincia eclesiástica del Bajío, como sufragánea de la arquidiócesis de León.

## Estadísticas
Según el Anuario Pontificio 2021 la diócesis tenía a fines de 2020 un total de 2 426 576 fieles bautizados.
| Año                                                                             | Población            | Población | Población      | Sacerdotes | Sacerdotes    | Sacerdotes    | Bautizados por sacerdote | Diáconos permanentes | Religiosos | Religiosos | Parroquias |
| Año                                                                             | Bautizados católicos | Total     | % de católicos | Total      | Clero secular | Clero regular | Bautizados por sacerdote | Diáconos permanentes | Varones    | Mujeres    | Parroquias |
| ------------------------------------------------------------------------------- | -------------------- | --------- | -------------- | ---------- | ------------- | ------------- | ------------------------ | -------------------- | ---------- | ---------- | ---------- |
| 1950                                                                            | 280 600              | 281 000   | 99.9           | 97         | 87            | 10            | 2892                     |                      | 60         | 220        | 35         |
| 1965                                                                            | 422 083              | 422 612   | 99.9           | 162        | 124           | 38            | 2605                     |                      | 135        | 399        | 53         |
| 1970                                                                            | 521 795              | 523 900   | 99.6           | 172        | 133           | 39            | 3033                     |                      | 75         | 443        | 66         |
| 1976                                                                            | 566 000              | 595 000   | 95.1           | 200        | 136           | 64            | 2830                     |                      | 127        | 394        | 50         |
| 1980                                                                            | 715 000              | 735 000   | 97.3           | 187        | 125           | 62            | 3823                     |                      | 130        | 377        | 54         |
| 1990                                                                            | 1 599 196            | 1 681 786 | 95.1           | 244        | 147           | 97            | 6554                     | 1                    | 274        | 590        | 76         |
| 1999                                                                            | 1 578 384            | 1 581 384 | 99.8           | 268        | 168           | 100           | 5889                     |                      | 239        | 1480       | 86         |
| 2000                                                                            | 1 578 834            | 1 582 159 | 99.8           | 270        | 170           | 100           | 5847                     |                      | 223        | 1480       | 88         |
| 2001                                                                            | 1 578 834            | 1 582 159 | 99.8           | 274        | 174           | 100           | 5762                     |                      | 223        | 1480       | 88         |
| 2002                                                                            | 1 615 223            | 1 618 548 | 99.8           | 265        | 165           | 100           | 6095                     |                      | 212        | 1480       | 91         |
| 2003                                                                            | 1 677 548            | 1 682 548 | 99.7           | 280        | 184           | 96            | 5991                     |                      | 151        | 1050       | 92         |
| 2004                                                                            | 1 643 532            | 1 730 034 | 95.0           | 289        | 193           | 96            | 5686                     |                      | 136        | 1110       | 94         |
| 2010                                                                            | 1 809 000            | 1 856 000 | 97.5           | 338        | 220           | 118           | 5352                     |                      | 189        | 882        | 109        |
| 2014                                                                            | 2 140 826            | 2 279 899 | 93.9           | 352        | 236           | 116           | 6081                     |                      | 168        | 938        | 113        |
| 2017                                                                            | 2 222 900            | 2 444 640 | 90.9           | 371        | 243           | 128           | 5991                     |                      | 216        | 787        | 115        |
| 2020                                                                            | 2 426 576            | 2 660 855 | 91.2           | 360        | 233           | 127           | 6740                     | 3                    | 199        | 891        | 117        |
| Fuente: Catholic-Hierarchy, que a su vez toma los datos del Anuario Pontificio. |                      |           |                |            |               |               |                          |                      |            |            |            |

## Episcopologio
- Bernardo Gárate y López de Arizmendi † (19 de marzo de 1863-31 de julio de 1866 falleció)
- Ramón Camacho y García † (22 de junio de 1868-30 de julio de 1884 falleció)
- Rafael Sabás Camacho y García † (27 de marzo de 1885-11 de mayo de 1908 falleció)
- Manuel Rivera y Muñoz † (11 de mayo de 1908 por sucesión-2 de mayo de 1914 falleció)
  - Sede vacante (1914-1919)
- Francisco Banegas y Galván † (28 de febrero de 1919-14 de noviembre de 1932 falleció)
- Marciano Tinajero y Estrada † (2 de julio de 1933-27 de octubre de 1957 falleció)
- Alfonso Tóriz Cobián † (20 de marzo de 1958-25 de octubre de 1988 retirado)
- Mario de Gasperín Gasperín (4 de abril de 1989-20 de abril de 2011 retirado)
- Faustino Armendáriz Jiménez (20 de abril de 2011-21 de septiembre de 2019 nombrado arzobispo de Durango)
- Fidencio López Plaza, desde el 12 de septiembre de 2020